# شعب الورد (السياني)
شعب الورد محلة تابعة لقرية الرعاس، التابعة لعزلة هدفان بمديرية السياني إحدى مديريات محافظة إب في الجمهورية اليمنية.، بلغ تعداد سكانها 118 حسب تعداد اليمن لعام 2004.